# 科舍奇基
51°19′30″N 28°22′25″E / 51.32500°N 28.37361°E
科舍奇基（烏克蘭語：Кошечки），是烏克蘭北部的村莊，隸屬日托米爾州的科羅斯滕區。該村始建於1890年，面積0.22平方公里，海拔高度216米，2001年人口67，人口密度每平方公里300.45人。